# Dilmun

De locatie van Dilmun

Dilmun is een voormalig land in het oosten van Arabië, aan de Perzische Golf, waar het oude Sumer uitgebreide handelsrelaties mee onderhield.

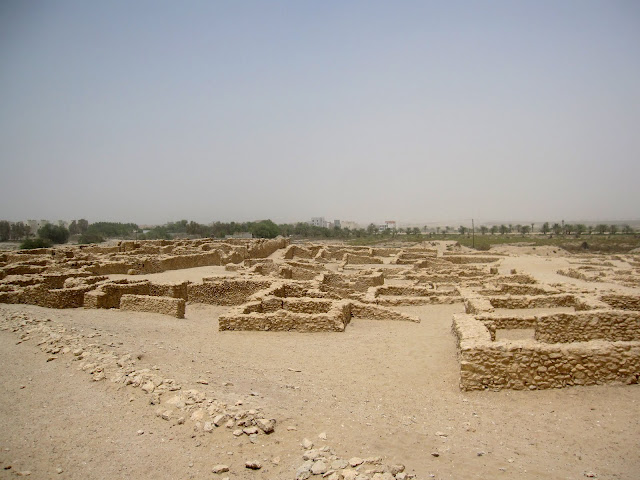
Ruïnes van een nederzetting uit het Dilmun-tijdperk te Saar (Bahrein).

## Bahrein
Het is vrij algemeen aanvaard dat Dilmun het eiland Bahrein is, althans in een bepaald deel van zijn geschiedenis. Soms wordt ook aangenomen dat de Saoedische provincie Dahran en Koeweit er ook bij hoorden. Archeologisch onderzoek laat zien dat het eiland Bahrein het rituele en commerciële centrum van het koninkrijk Dilmun was in late derde en vroege tweede millennium v.Chr. Voordien lag het zwaartepunt echter meer op de belendende Arabische kust. Al in het vijfde millennium was het gebied betrokken bij handel met Mesopotamië, maar aan het einde van het derde millennium verschoof het centrum van de handel naar het eiland Bahrein. Dit heeft mogelijk te maken met het droger worden van het Arabische binnenland. Dilmun was vooral belangrijk als tussenstation in de handel op Meluhha, het land van de Indusvallei (het huidige Pakistan). Er bestond een uitgebreid maritiem handelsnetwerk tussen de Harappa en de Mesopotamische beschaving met veel handelsverkeer door handelstussenpersonen van Dilmun. Van deze contacten getuigen ook korte inscripties in het schrift van Harappa op voorwerpen gevonden op Failaka, Bahrein en in Ra's al-Junayz en Ra's al Hadd.

## Mythische betekenis
Dilmun wordt ook in literaire bronnen genoemd, zo was het 'de plaats waar de zon oprijst' en 'het land van de levenden' was de plaats waar het Sumerische scheppingsverhaal zich afspeelde. Ook de plaats waar de held van het zondvloedverhaal mocht gaan leven van de goden wordt Dilmun genoemd, maar het is niet helemaal duidelijk of er niet meer dan een plaats met die naam was.

## Geschiedenis
Vanaf de tweede helft van het 3e millennium v.Chr. wordt uit Sumerische kleitabletten de bevestiging gevonden van uitwisselingen tussen de Indusvallei en de Perzische Golf. Deze refereren aan een oriëntale handel met het verre land van “Meluhha” – aanverwant aan het Sanskriet woord “mleccha”, niet-Ariër – dat op de Indussers lijkt te wijzen.
Rond 3500 v.Chr. trok een volk zuidelijk Mesopotamië binnen. Hun herkomst staat niet vast. Zij spraken Soemerisch, een agglutinerende taal die noch Indo-Europees, noch Afro-Aziatisch (Semitisch) is. Het verhaal van het verloren paradijs zou naar hun oervaderland verwijzen. Archeologen denken dat het eiland Dilmun (4e millennium v.Chr.) bedoeld is.

### Oude tijd
Vanaf ongeveer 3000 v.Chr. tot 1600 v.Chr. kon Dilmun uitgroeien tot een belangrijke handelspost. Nadien zakte de handel ineen omdat de Induscultuur plotseling ten onder ging om nog steeds niet erg duidelijke redenen.
Het belang van de handel wordt goed duidelijk door de vondsten van kleizegels in Sumer die uit zowel het Indusgebied en het gebied van de Perzische Golf stammen. De laatste waren stempels in plaats van rolzegels. Ze worden ook in Gujarat aangetroffen.
Wat de handelswaar van deze overzeese handel -zeker voor die tijd een hele reis- precies geweest is is wat minder duidelijk. We weten dat voor de tempelbouw hout een belangrijke grondstof was waar het Tweestromenland gebrek aan had. Verder is er sprake van edelstenen, ivoor, lapis lazuli (uit het huidige Afghanistan) en parels uit de Golf. Uitvoerproduct uit Sumer was waarschijnlijk voornamelijk graan, olie, wol en weefsels. Verder had het land bijvoorbeeld bitumen. De handel is ook in handelsdocumenten in spijkerschrift terug te vinden.
Vanaf het begin van het tweede millennium v.Chr. verdwijnt de term Magan uit Mesopotamische documenten. De invloed van de Umm an-Narcultuur langs de zuidoostkust van de Perzische Golf vermindert in diezelfde periode. Dit wijst erop dat Dilmun in die tijd de dominante handelsmacht in het Golfgebied wordt. Dit wordt bevestigd door vondsten op het eiland Sir Bani Yas op de kust van westelijk Abu Dhabi, waar de Dilmunieten een handelspost vestigen.Er zijn Dilmunzegels gevonden en het aardewerk is niet van plaatselijke komaf. 
Rond 2000 v.Chr. kwam ook het eiland Failaka onder Dilmunisch bewind, maar in de tijd erna zette het verval in.

### Verval
Tegen 1720 v.Chr. lag de economie op zijn gat. Er zijn daarvoor een aantal redenen op te geven. Ten eerste was Ur, de belangrijkste handerspartner in Mesopotamië een vervallen stad geworden. Samsu-iluna verwoestte zowel Ur als Uruk in zijn 11e regeringsjaar. Het zuiden van het land was ontvolkt door verwaarlozing van het kanalensysteem en de toenemende verzilting. In Nippur, lang de religieuze hoofdstad van het zuiden, viel rond 1740 v.Chr. de huizenmarkt in duigen en twintig jaar later was het een spookstad. De markt voor luxe goederen aangeleverd door Dilmun was verdwenen. Ook de handel overzee met het Indusgebied was stil komen liggen. De handelroutes voor lapis lazuli en tin in Azië waren lamgelegd, wat ook uit het verval van havensteden als Lothal en Kuntasi blijkt. Magan, in het huidige Oman was door dit wegvallen van de handel ook zwaar getroffen. Alleen de handel met Elam bleef nog wel voortgaan.
Hoewel er op Failaka geen vondsten gedaan zijn die op Elamitische goederen duiden, is er wel in Elam in de tijd van Kutir-Nahhunte I rond 1730 v.Chr. bewijs van handelsbetrekkingen met Elam en mogelijk is dit wat de economie van Failaka in deze tijd nog overeind hield

### Middenperiode
De macht van Babylon verzwakte steeds meer en de stad verloor zijn grip op het zuiden, het voormalige Sumer. Bovendien werd de stad in 1595 v.Chr. grondig door de Hettieten vernietigd. Er volgde een lange periode van chaos, waarin uiteindelijk de Kassieten hun eigen rijk stichtten.
Door het ontstaan van een apart rijk in het Zeeland waren de handelscontacten tussen de Perzische golf en het Kassitische rijk Karduniaš enige tijd verbroken, maar nadat het Zeeland in handen van de Kassieten gevallen was, strekten dezen ook hun macht uit over Dilmun. Dit blijkt onder andere uit de archieven van de gouverneur van Nippur, Enlil-kidinni tijdens het bewind van Burnaburiaš II (1359-1333 v.Chr.) In deze tijd was Dilmun een onderdeel van het koninkrijk Karduniaš. Er zijn namelijk een aantal brieven aan Enlil-kidinni gevonden van Ilī-ippašra, de gouverneur van Dilmun.

### Late tijd
Dilmun wordt later genoemd als een vazalstaat van Assyrië in de 8e eeuw v.Chr. en het werd vervolgens geannexeerd door het Nieuw-Babylonische Rijk. Het schijnt dat daarna het belang van het land scherp terug liep, mogelijk omdat de handel in koper een einde nam en het gedwongen was terug te vallen op de minder belangrijke handel in specerijen en reukwerk.